# Zeeslag (spel)
Zeeslag is een bekend spel dat oorspronkelijk op papier werd gespeeld. Later bracht MB een bordspel onder dezelfde titel uit. Het spel kan ook via het internet gespeeld worden. 

## Speelwijze
Zeeslag wordt gespeeld op twee velden van 10 x 10 hokjes of met een speciale spelcassette voorzien van twee borden met 10 x 10 gaatjes. Deze velden zijn langs 1 as genummerd met getallen, en langs 1 as met letters. Een hokje of gaatje wordt derhalve aangeduid met een letter-cijfercombinatie, bijvoorbeeld A1 of B9. Het ene veld is het speelveld en het andere veld is het volgrooster waarop de aantekeningen over de vloot van de tegenstander worden gemaakt.
Iedere speler mag op zijn helft tien schepen plaatsen met een omvang variërend van 2 tot 5 opeenvolgende hokjes(bij een zeeslagspel plaatst men modellen van de schepen op het onderste bord met gaatjes). Schepen mogen horizontaal of verticaal staan, maar niet diagonaal. Het aantal vierkanten of gaatjes voor elk schip wordt bepaald door het type schip. De boten raken elkaar niet, ze liggen helemaal vrij van de andere schepen. De soorten en aantallen toegestane schepen zijn hetzelfde voor elke speler. 
De meest gebruikte schepen zijn:
| Aantal schepen | Scheepstype                 | Afmeting in vakjes |
| -------------- | --------------------------- | ------------------ |
| 1 x            | vliegdekschip               | 6                  |
| 2 x            | slagschip                   | 4                  |
| 3 x            | onderzeeër/Torpedobootjager | 3                  |
| 4 x            | Patrouilleschip             | 2                  |

Nadat de schepen zijn geplaatst, verloopt het spel in een aantal ronden. In elke ronde dient iedere speler op zijn beurt de coördinaten een doelvak in het rooster van de tegenstander dat moet worden beschoten te noemen, bv. A1. De tegenstander vertelt of het vak wordt bezet door een schip, en als het een "hit" is merken zij dit op hun eigen eerste rooster. De aanvallende speler neemt nota van de treffer of misser op zijn eigen "volg"rooster, om zich een beeld vormen van de vloot van de tegenstander. Doel is dat beide spelers zo door gericht te raden proberen als eerste de volledige locaties van alle schepen van de tegenstander te raden en zo de vloot van de tegenstander "tot zinken" te brengen.
Wanneer alle coördinaten van een schip zijn geraakt, is het schip gezonken. De eigenaar van het schip deelt dit mee, bijvoorbeeld "Je hebt mijn slagschip laten zinken!". Als alle schepen van een speler zijn gezonken, is het spel afgelopen en wint de tegenstander.
Bij zeeslag op de computer worden geen coördinaten genoemd, maar wordt op het volgrooster het vakje geselecteerd dat geraakt moet worden door erop te klikken of dit op een touchscreen aan te tikken. Hierbij is dan meteen te zien of de treffer raak is of niet(rake vakjes worden rood gekleurd). Dit gaat vaak gepaard met geluidseffecten, zoals "blub, blub, blub" bij een misser en "honkie-tonkie-pianissie" bij een treffer. Zodra een schip is "gezonken" wordt dit dan gemeld. Hierbij wordt ook aangegeven welk schip is gezonken. Ook dit gaat vaak gepaard met een geluid en/of een animatie van het zinkende schip. Deze versie kan met twee spelers worden gespeeld of door één speler tegen de computer. Zodra een vloot volledig is gezonken is het spel ten einde en wordt aangegeven wie er heeft gewonnen.

## Speelwijze: uitbreiding
Om het spel uitdagender te maken kan men bij elke beurt driemaal schieten. Dit wordt een "salvo" genoemd. Wanneer er raak wordt geschoten moet de tegenpartij wel zeggen welke boot geraakt werd maar niet met welk van de drie schoten dit gebeurde. In dat geval kan men het beste een groter rooster nemen, bijvoorbeeld 30x20 en een totaal aan boten van circa tien procent van de vakjes. Bijvoorbeeld: 1 schip van 8 vakjes, 1 van 6, 2 van 5, .. en zo tot een totaal van circa 60 vakjes. In het volgrooster worden dan geen kruisjes gezet maar de nummers van de salvo's, de eerst maal drie eentjes, de tweede maal drie tweetjes en zo voort. Dit kan ook gecombineerd worden met enkele schoten.

## Film
In 2012 werd het spel als basis gebruikt voor de film Battleship.